# Алцате Бријанца
Алцате Бријанца (итал. Alzate Brianza) је насеље у Италији у округу Комо, региону Ломбардија.
Према процени из 2011. у насељу је живело 3690 становника. Насеље се налази на надморској висини од 356 м.

## Становништво
Према резултатима пописа становништва 2011. у општини је живело 5.019 становника.
| 1931. | 1936. | 1951. | 1961. | 1971. | 1981. | 1991. | 2001. | 2011. |
| ----- | ----- | ----- | ----- | ----- | ----- | ----- | ----- | ----- |
| 2.149 | 2.061 | 2.223 | 2.488 | 2.903 | 3.497 | 3.989 | 4.556 | 5.019 |